# Przejście graniczne Przemyśl-Mościska

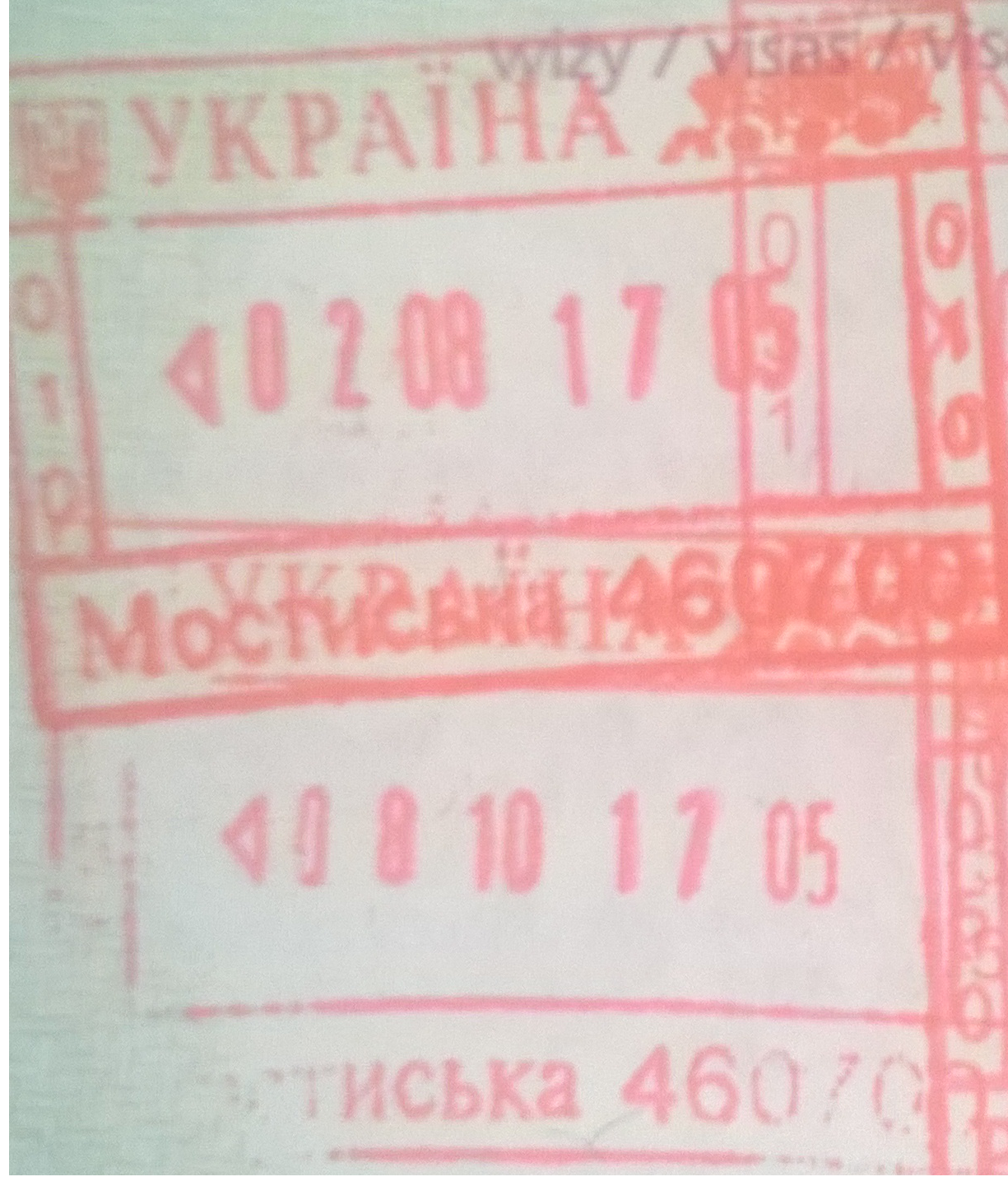
Ukraińskie stemple paszportowe z Mościsk

Przejście graniczne Przemyśl-Mościska – polsko-ukraińskie kolejowe przejście graniczne położone w województwie podkarpackim, w powiecie przemyskim, w gminie Przemyśl, w miejscowości Przemyśl.
Przejście graniczne Przemyśl - Mościska powstało dzięki umowie między Rządem Rzeczypospolitej Polskiej a Rządem Ukrainy. Czynne jest przez całą dobę. Dopuszczony jest ruch osób oraz środków transportowych i towarów niezależnie od przynależności państwowej oraz mały ruch graniczny. Przejście graniczne obsługuje Placówka Straży Granicznej w Medyce.
W okresie istnienia Związku Radzieckiego funkcjonowało w tym miejscu polsko-radzieckie kolejowe przejście graniczne Medyka. Dopuszczony był ruch towarowy, następnie rozszerzono o ruch osobowy.
Przez przejście przebiega ważna magistrala kolejowa Kraków – Rzeszów – Lwów. Kursują tędy międzynarodowy pociąg Lwów Express, wykorzystujący system automatycznej zmiany rozstawu kół SUW 2000 oraz Przemyśl – Lwów – Kijów po torze szerokim.